# Meuterei von Yên Bái
Die Meuterei von Yên Bái war ein von der Vietnamesischen Nationalistischen Partei organisierter Aufstandsversuch in Französisch-Indochina. Im Zentrum der Erhebung stand eine Meuterei vietnamesischer Kolonialsoldaten in der Garnison von Yên Bái am 10. Februar 1930. Das Ziel, durch die Meuterei eine allgemeine anti-französische Erhebung auszulösen, erfüllte sich nicht und der Aufstand wurde vom französischen Kolonialstaat rasch niedergeschlagen. Die nachfolgende Repression der illegalen Nationalistischen Partei schwächten diese so sehr, dass sie nicht mehr als eigenständiger Faktor im Machtkampf um Indochina in Erscheinung trat.

## Hintergrund
In der französischen Kolonie in Indochina hatten sich unter den Vietnamesen mehrere antikoloniale illegale politische Vereinigungen gebildet. Eine davon war die von Nguyen Thai Hoc 1927 gegründete nationalistische Partei (VNQDD). Diese orientierte sich am Gedankengut von Sun Yat-sen und verfolgte einen militanten Antikolonialismus mit dem Ziel, die französische Kolonialherrschaft durch militärischen Widerstand und Massenmobilisierung zu beenden. Die Partei konnte in Tonkin mehrere hundert gewaltbereite Mitglieder rekrutieren und führte 1929 mehrere Terroranschläge durch. Ebenso führte die Partei eine Kampagne gegen die Anwerbung von nordvietnamesischen Arbeitern für Plantagen in Cochinchina.
Der Aufstand wurde von Nguyen Thai Hoc, dem Anführer der Nationalistischen Partei geplant. Nachdem die Kolonialbehörden 1929 nach dem Mord an einem französischen Anwerber für Plantagenarbeiter mehrere tausend Vietnamese in Haft genommen hatten, kam Nguyen Thai Hoc zu dem Schluss, dass ein allgemeiner Aufstand möglich wäre. Ebenso wurde die Entscheidung durch den zunehmenden Verfolgungsdruck der französischen Behörden motiviert. Der Aufstandplan umfasste einen Kern von Kolonialsoldaten die ihre Garnison in Yên Bái zur Meuterei bewegen sollten. Ebenso sollte am Land mehrere Guerillazellen die Franzosen angreifen und einen Bauernaufstand lostreten.

## Verlauf
In der Nacht vom 9. zum 10. Februar 1930 meuterten rund vierzig Soldaten der Garnison in Yên Bái und töteten sechs französische Militärangehörige. Sie wurden dabei von rund sechzig von außerhalb des Militärs hinzustossenden Freiwilligen unterstützt. Die Meuterer konnten aber keine der anderen 550 Soldaten am Standort auf ihre Seite ziehen. Die Meuterei konnte vom französischen Militär rasch niedergeschlagen werden. Aufgrund des Scheiterns der Meuterei brach eine Guerillazelle in Bac Ninh ihren Aufstandversuch ab. Im Delta des Roten Flusses kam es zu fünf weiteren Erhebungen, dabei wurde eine davon im Distrikt Vĩnh Bảo von Nguyen Thai Hoc selbst angeführt. Am 10. Februar verübten Anhänger der VNQDD mehrere Bombenanschläge in Hanoi. Die Aufstände wurden jedoch vom Kolonialstaat rasch unter Kontrolle gebracht. Am 21. Februar 1930 wurde Nguyen Thai Hoc gefangen genommen.

## Folgen
Die französische Kriminalkommission für Tonkin erhob nach den Aufständen Anklage gegen 1086 Personen. Von diesen wurden 80 zum Tode und 594 zu langen Haftstrafen verurteilt. Der Anführer des Aufstands Nguyen Thai Hoc wurde im Juni 1930 hingerichtet. Die Strukturen der VNQDD wurden durch die dem Aufstand folgende Repression fast vollständig zerschlagen und verlor entscheidend an Bedeutung.
Als Reaktion auf den Aufstand kam es zu Reformen im Polizei- und Geheimdienstwesen der Kolonie. Ebenso wurde der Anteil vietnamesischer Soldaten in den französischen Kolonialtruppen in Indochina reduziert.

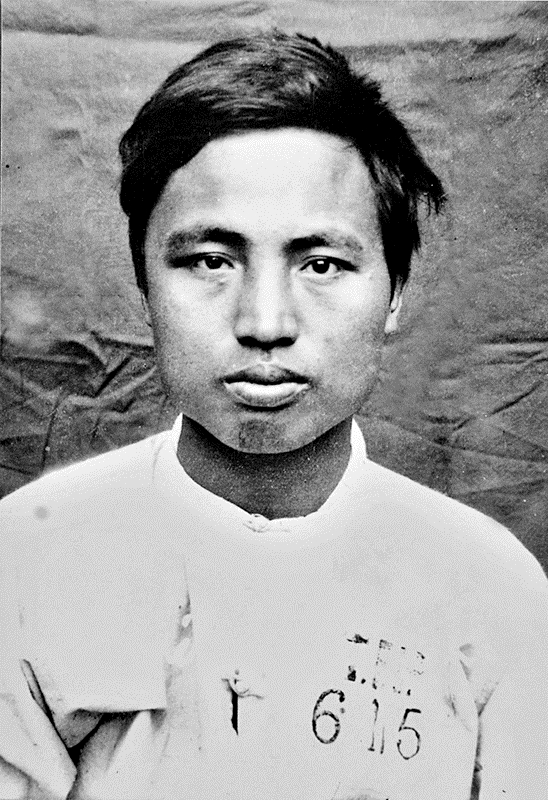
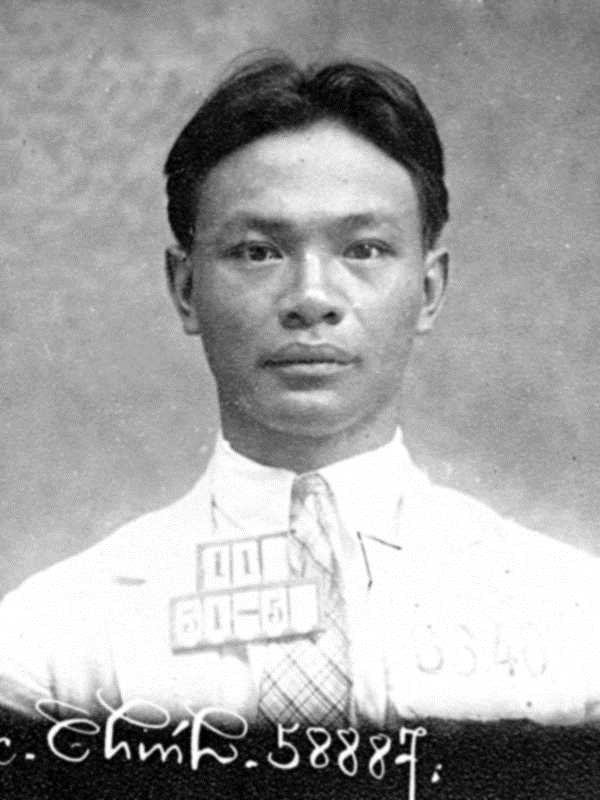
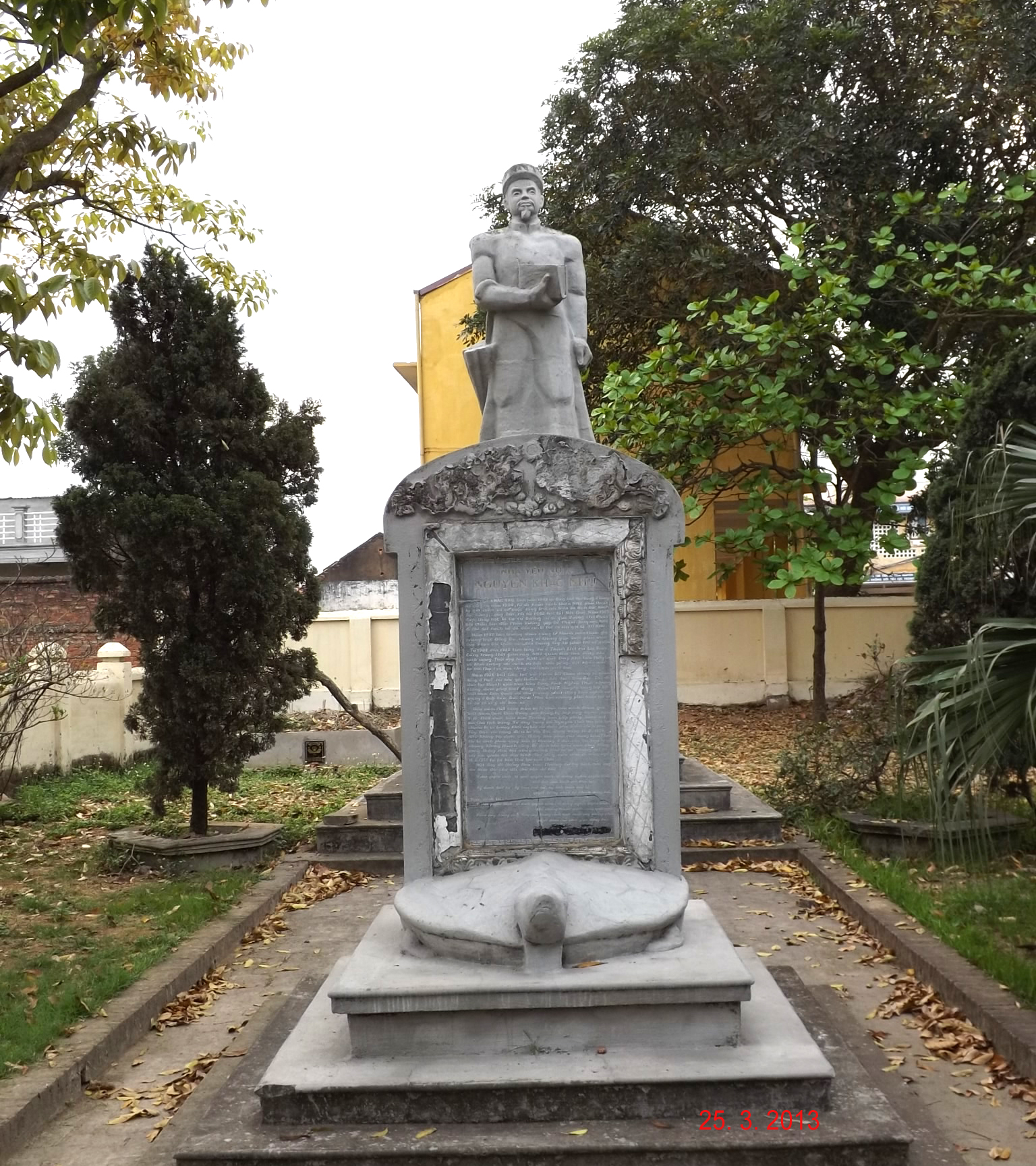
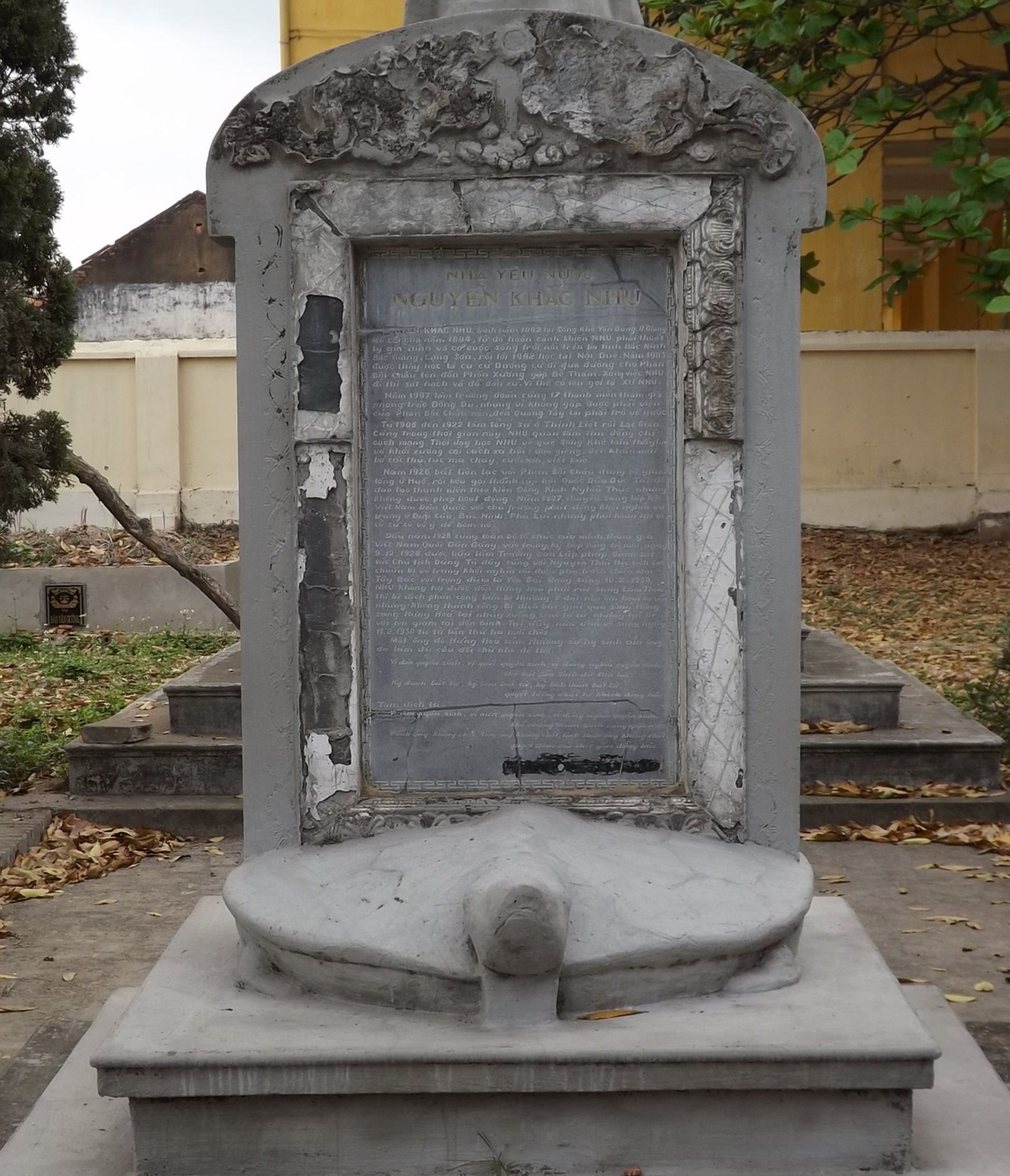
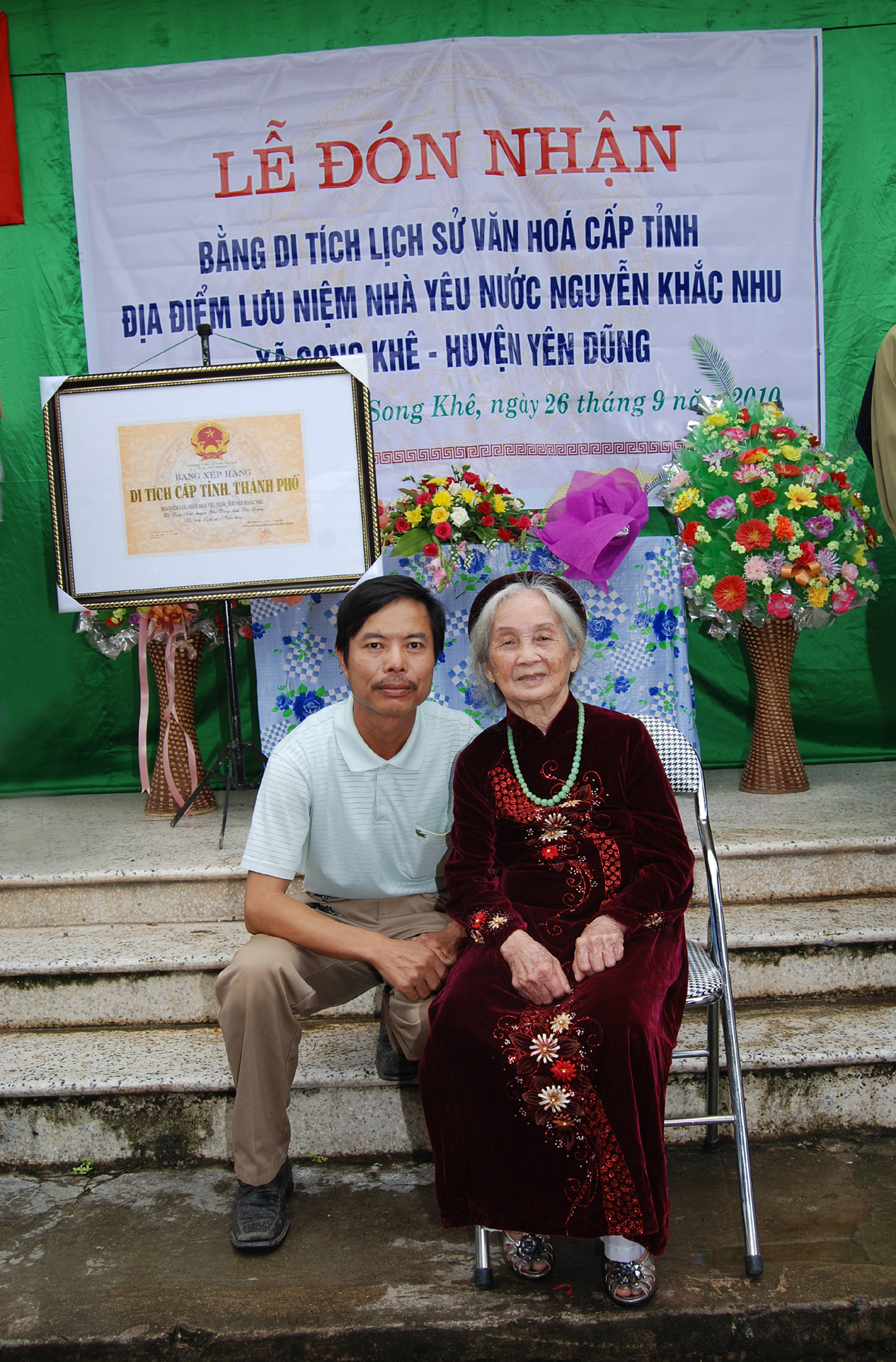
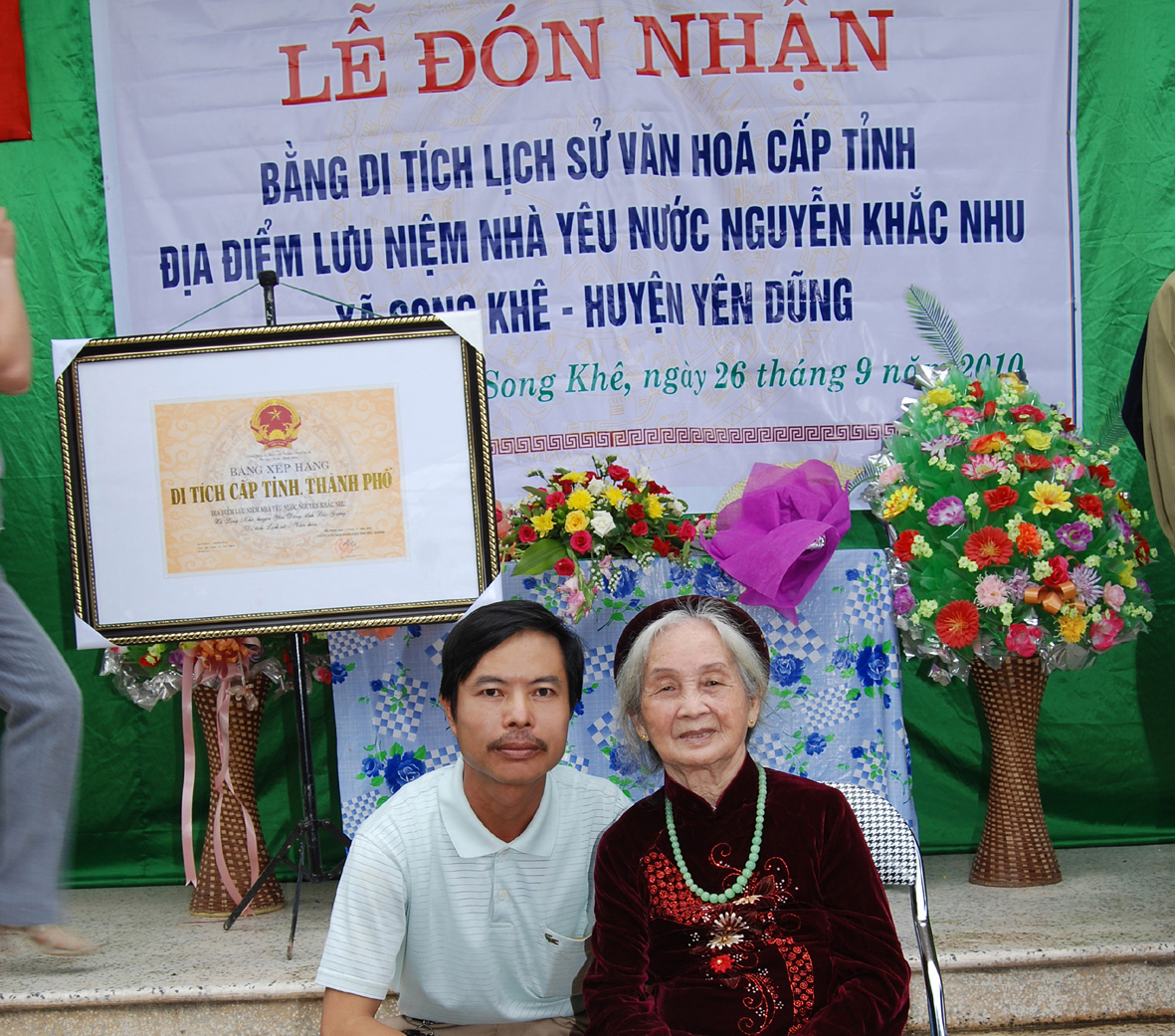
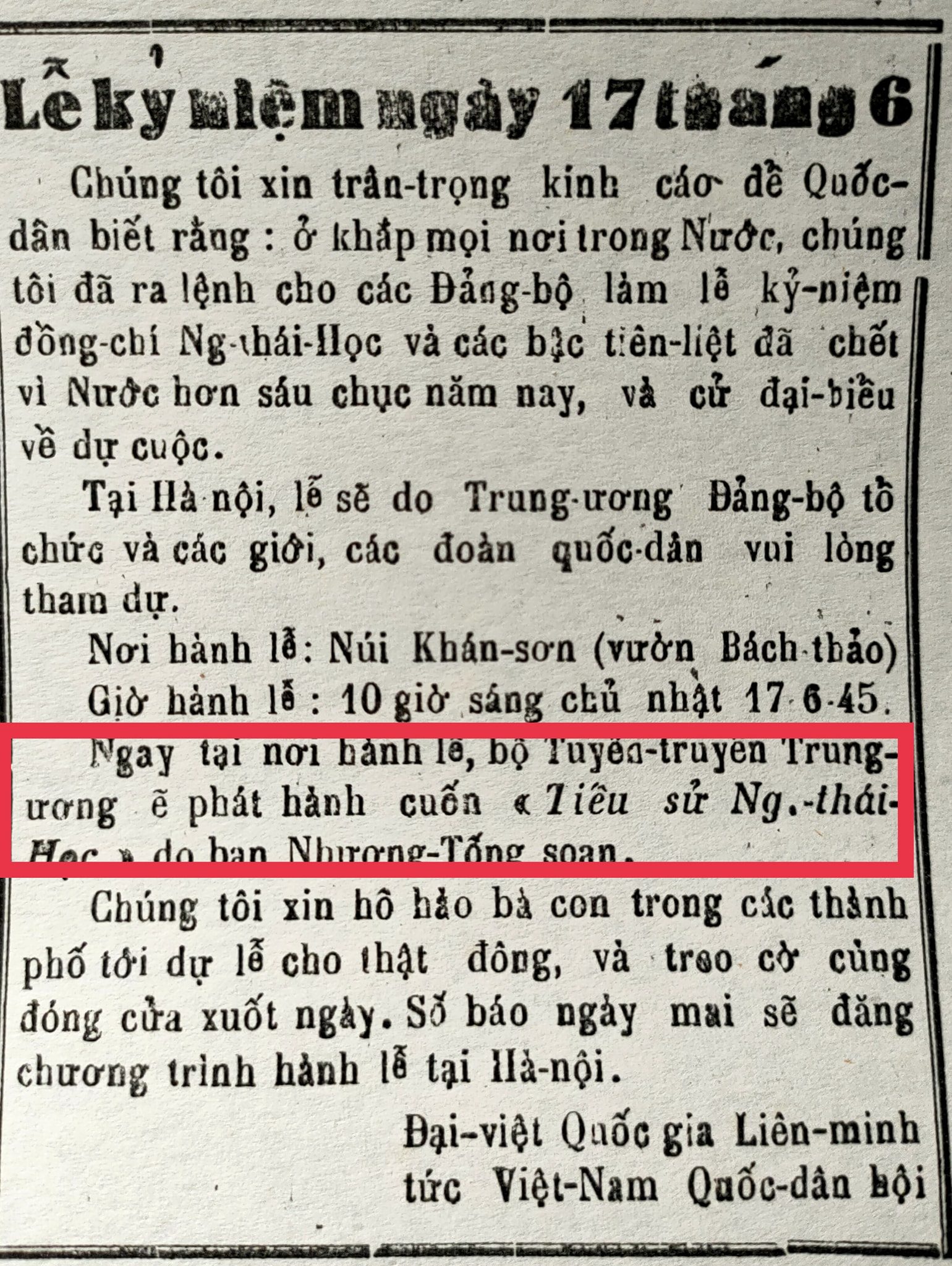
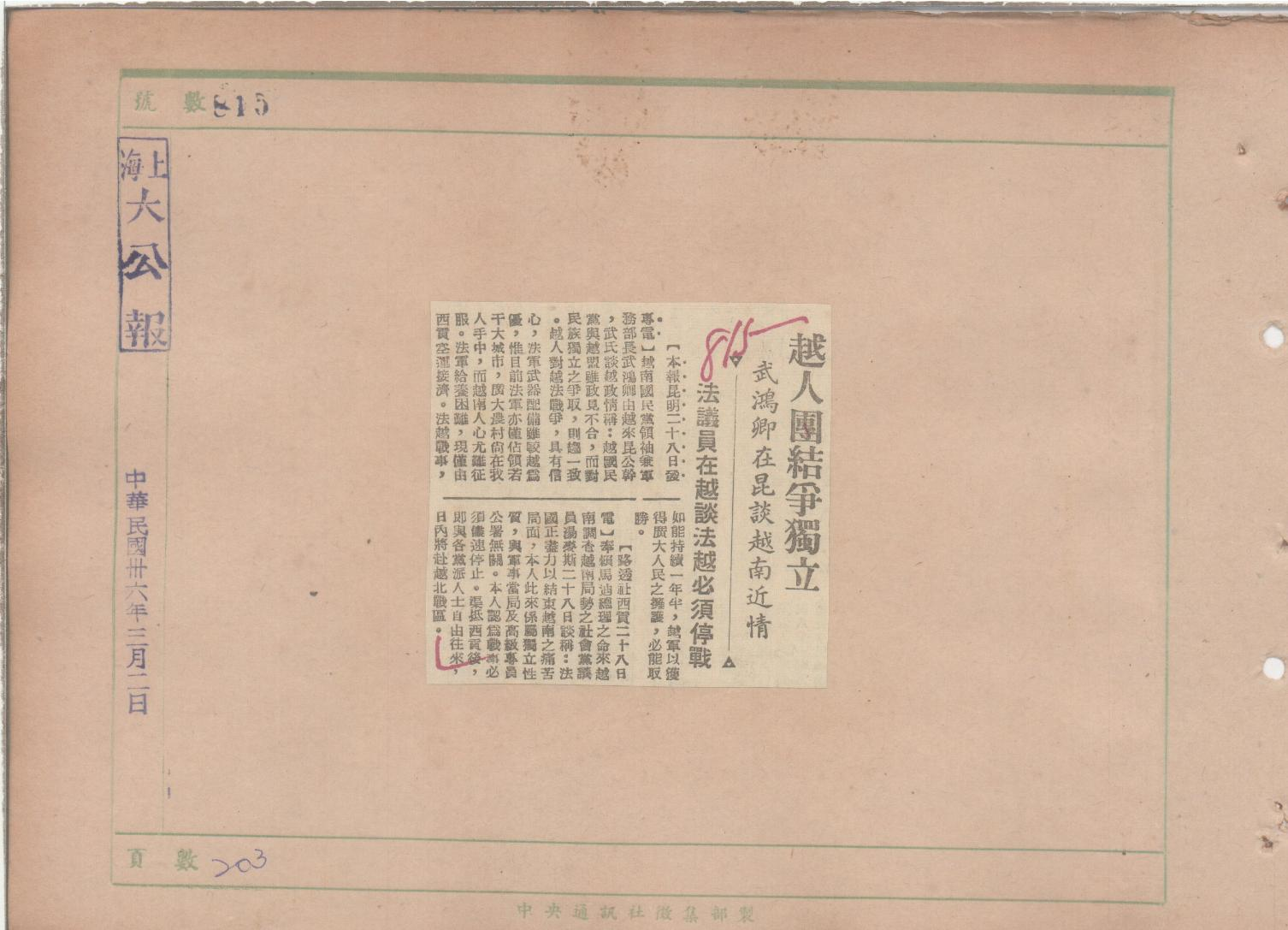
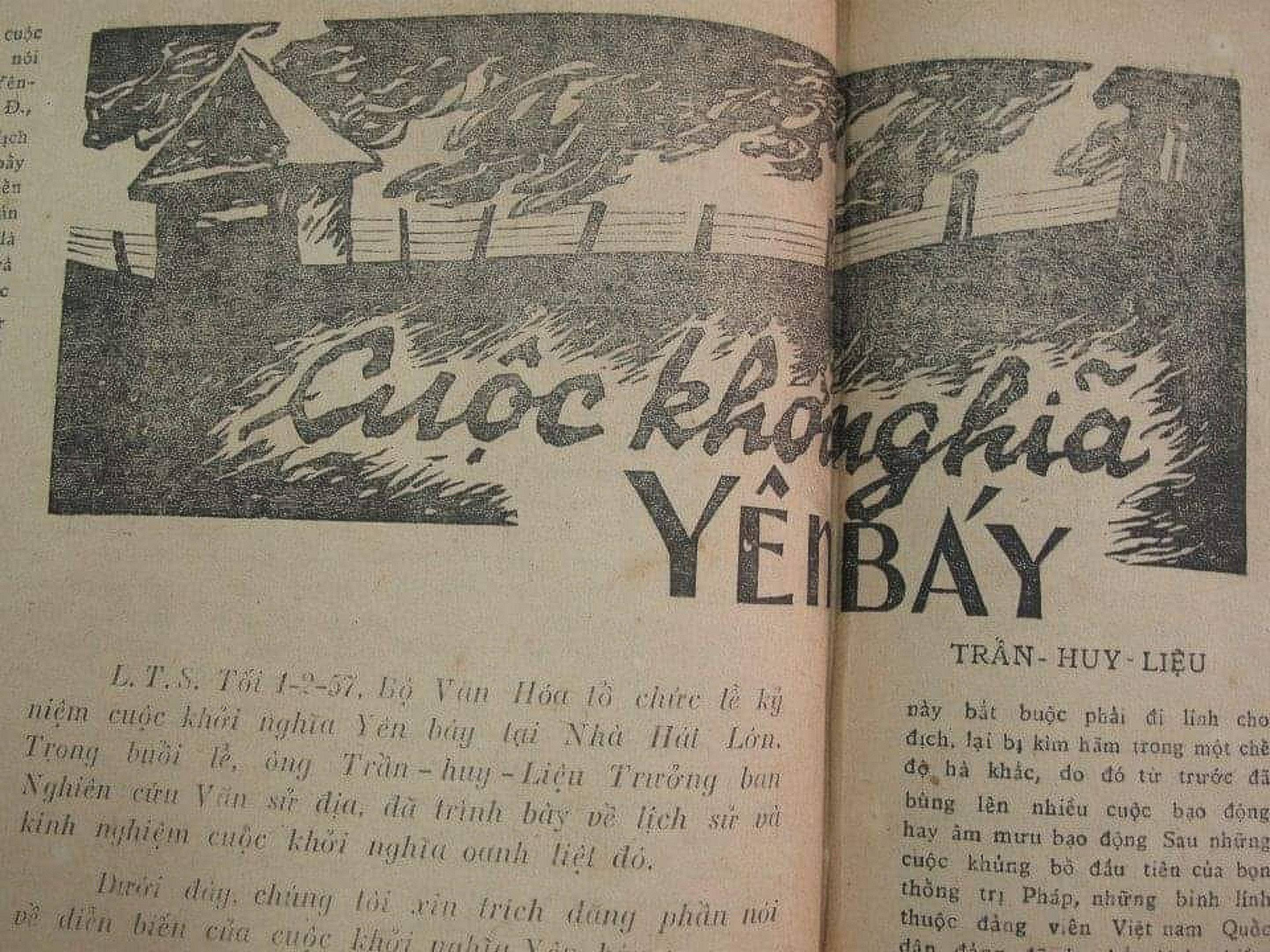